# Universidad Autónoma Metropolitana Unidad Lerma
La Universidad Autónoma Metropolitana Unidad Lerma, perteneciente a la Universidad Autónoma Metropolitana, está situada en Lerma de Villada, en el Estado de México.
Cuenta con una oferta académica de 9 licenciaturas y un sistema educativo innovador, procura la formación de profesionales, especialistas e investigadores con una sólida base científica, humanística y técnica; una actitud crítica y un claro compromiso social que contribuyan a resolver los problemas nacionales.

## Historia
En mayo de 2009 el Colegio Académico de la UAM aprobó la creación de la quinta Unidad Académica en el municipio de Lerma de Villada en el Estado de México.
Su modelo educativo se basa en cinco ejes rectores que orientan y definen sus proyectos: transdisciplina, sustentabilidad, innovación, tecnología y tradición social UAM.
Con base en la Ley Orgánica de la Universidad Autónoma Metropolitana, el Modelo UAM tiene la suficiencia para adecuarse, la capacidad para evolucionar y la cualidad para responder a las necesidades sociales siempre cambiantes de nuestro entorno.
Para ello, desde su fundación, la UAM-Lerma —al igual que las Unidades Académicas hermanas de Iztapalapa, Xochimilco, Azcapozalco y Cuajimalpa— ha impulsado las bondades de la figura del profesor-investigador, del esquema académico departamental, de la organización de la investigación por áreas, así como del reconocimiento e institucionalización de prácticas administrativas de apoyo académico, todos ellos aspectos plasmados en el Reglamento Orgánico de la Universidad Autónoma Metropolitana, aprobado por el Colegio Académico en 1982, documento que ha dado sentido y dirección universitaria a la Institución.

## Emblema

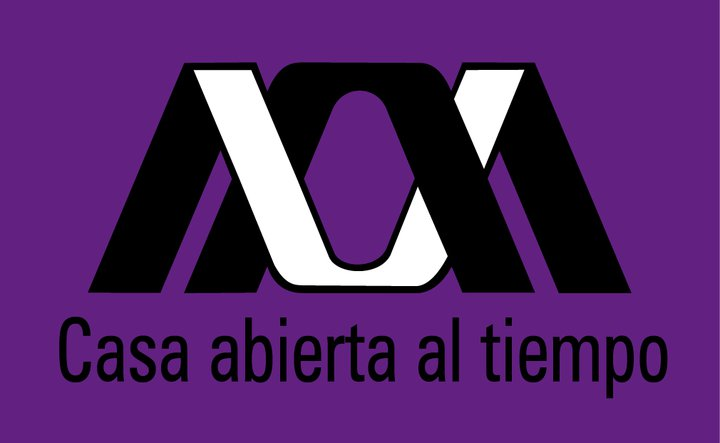
Monograma y lema de la Universidad Autónoma Metropolitana con el color morado de la Unidad Lerma.

El emblema institucional fue desarrollado por el primer Rector General de la UAM, el destacado arquitecto mexicano Pedro Ramírez Vázquez, en 1974.
El emblema de la UAM es una estilización de su anagrama, en el que se presentan las iniciales enlazadas de la institución, en una especie de segmento de la cadena de ADN. Bajo el anagrama se encuentra el lema de la universidad. El emblema representa a la institución como una universidad flexible y abierta a todo el conocimiento y a las transformaciones históricas. Al mismo tiempo, es el símbolo de una institución estable y sólida.

## Licenciaturas
La Universidad Autónoma Metropolitana Unidad Lerma actualmente cuenta con 9 licenciaturas, divididas en 3 divisiones académicas que son:

### Licenciaturas
- Licenciatura en Educación y Tecnologías Digitales (Nueva)
- Licenciatura en Ingeniería en Recursos Hídricos
- Licenciatura en Ingeniería en Sistemas Mecatrónicos Industriales (Nueva)
- Licenciatura en Ingeniería en Computación y Telecomunicaciones (Nueva)
- Licenciatura en Biología Ambiental
- Licenciatura en Psicología Biomédica (Nueva)
- Licenciatura en Ciencia y Tecnología de Alimentos (Nueva)
- Licenciatura en Políticas Públicas
- Licenciatura en Arte y Comunicación Digitales

### Divisiones Académicas
- División de Ciencias Básicas e Ingeniería
  - Departamento de Procesos Productivos
  - Departamento de Sistemas de Información y Comunicaciones
  - Departamento de Recursos de la Tierra
- División de Ciencias Biológicas y de la Salud
  - Departamento de Ciencias Ambientales
  - Departamento de Ciencias de la Salud
  - Departamento de Ciencias de la Alimentación
- División de Ciencias Sociales y Humanidades
  - Departamento de Artes y Humanidades
  - Departamento de Estudios Culturales
  - Departamento de Procesos Sociales

## Admisión
Cuenta con 2 exámenes de admisión por año, los cuales se llevan a cabo en los meses de febrero-marzo y julio-agosto.